# Melchior Adam
Melchior Adam (Grottkau, Ducado de Nysa, c. 1575 — Heidelberg, 26 de dezembro de 1622) foi um pedagogo, historiador da literatura e lexicógrafo alemão.

## Biografia
Adam nasceu em Grottkau, Silésia (atual Grodków, voivodia de Opole). Iniciou seus estudos em Brieg (Brzeg), e cursou várias faculdades com o apoio financeiro de seu benfeitor Joachim von Berg. Em 1598 foi para Heidelberg, onde recebeu em 1600 o grau acadêmico de Mestre em Artes. Em 1601 assumiu o cargo de professor na escola municipal de Heidelberg, em 1606 tornou-se co-reitor e em 1613, reitor na mesma instituição.
Ficou conhecido por suas biografias escritas em latim, principalmente de poetas, filósofos, teólogos, juristas, matemáticos, físicos, médicos e humanistas alemães do período entre 1420 e 1620. Durante toda a sua vida esteve envolvido com os movimentos culturais da Silésia. O reformador Adam transformou-se em uma figura proeminente naquele palatinado calvinista às vésperas da Guerra dos Trinta Anos. Esteve por um longo tempo doente e morreu relativamente jovem.

## Publicações
Sua maior contribuição consiste de várias biografias históricas literárias, impressas em Stuttgart e Heidelberg em cinco volumes: Filósofos alemães (incluindo filologistas, poetas, matemáticos e físicos), Teólogos alemães, Teólogos estrangeiros, Juristas e Políticos e Médicos. As personalidades alemãs ali retratadas (com exceção do volume três) foram ordenadas cronologicamente pela data de sua morte - estas datas estão localizadas principalmente entre 1420 e 1620. Suas fontes foram textos biográficos, registros pessoais, orações fúnebres, cartas e vários registros acadêmicos.
Seu Vitae Germanorum philosophorum (Vidas de Filósofos Alemães) de 1615 contém uma das primeiras biografias de Nicolau Copérnico.

### Obras
- Vitae Germanorum jureconsultorum et politicorum, qui superiore seculo, et quod excurrit, floruerunt Heidelberg 1611 Vitae Germanorum jureconsultorum et politicorum no Google Livros no Google Books
- Vitae Germanorum philosophorum … Frankfurt 1610 - Heidelberg 1615 Vitae Germanorum philosophorum no Google Livros no Google Books
- Decades duae continentes vitas theologorum exterorum principium. Frankfurt am Main 1618.
- Vitae Germanorum medicorum Heidelberg 1620
- Vitae Germanorum theologorum … Heidelberg 1620
- Vitae Germanorum iureconsultorum et politicorum Heidelberg 1620
- Apographum Monumentorum Haidelbergensium. Heidelberg 1612
- Disce mori oder Sterbekunst. Neustadt a. d. H. 1615
- Parodiae et metaphrases Horatianae. 1616